# Deusdedit de Cantorbéry
Vous lisez un « bon article » labellisé en 2020.
Pour les articles homonymes, voir Deusdedit.
Deusdedit est un prélat chrétien mort le 14 juillet 664. C'est le sixième archevêque de Cantorbéry et le premier Anglo-Saxon à occuper ce poste.
Originaire du Wessex, Deusdedit est choisi pour succéder à Honorius après dix-huit mois d'interrègne. Il est sacré par l'évêque Ithamar de Rochester le 12 mars 655. Durant ses neuf années d'archiépiscopat, l'autorité du siège de Cantorbéry ne dépasse apparemment pas les frontières du royaume du Kent et les sources ne mentionnent que de rares actions à mettre à l'actif de Deusdedit.
Après sa mort, Deusdedit est considéré comme saint, comme la plupart des premiers archevêques de Cantorbéry. Le moine Goscelin rédige son hagiographie à l'occasion du transfert de ses reliques, en 1091. Sa fête est célébrée le 14 juillet par les Églises catholique, orthodoxe et anglicane.

## Biographie

### Origines

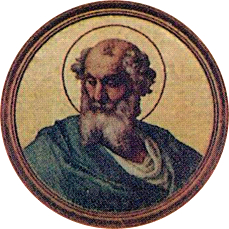
Le pape Adéodat Ier (portrait fantaisiste à Saint-Paul-hors-les-Murs).

Deusdedit est originaire du Wessex. D'après l'hagiographe du XIe siècle Goscelin, son nom de naissance est Frithona ou Frithonas, qui pourrait être une forme altérée du prénom vieil-anglais Frithuwine,. Il est courant pour les évêques saxons du VIIe siècle d'adopter un nouveau nom, souvent emprunté à un pape récent. Deusdedit, qui signifie « Dieu a donné » en latin, est le nom d'Adéodat Ier, pape de 615 à 618. Les circonstances du changement de nom de Deusdedit sont inconnues, mais l'historien Richard Sharpe estime qu'il a pu avoir lieu au moment de son sacre comme archevêque plutôt que lors de son baptême ou de son entrée dans les ordres.

### Archevêque

Les peuples de Grande-Bretagne au début du VIIe siècle.

Honorius, cinquième archevêque de Cantorbéry et dernier membre de la mission grégorienne à occuper ce poste, meurt le 30 septembre 653. Deusdedit est choisi pour lui succéder et il est sacré le 12 mars 655 par l'évêque de Rochester Ithamar. Il est le premier archevêque natif d'Angleterre, plus d'un demi-siècle après l'arrivée de la mission grégorienne dans le royaume du Kent en 597. Ce long délai avant la nomination d'un archevêque local correspond vraisemblablement au temps nécessaire aux écoles fondées par les missionnaires pour former des étudiants suffisamment versés dans la doctrine, la liturgie et le droit canon pour occuper un poste aussi important. Le choix de Deusdedit, un Ouest-Saxon, reflète sans doute un accord entre les rois Eorcenberht du Kent et Cenwalh du Wessex.
Le siège de Cantorbéry semble alors traverser une période obscure. Durant ses neuf années comme archevêque, Deusdedit ne sacre qu'un seul évêque en Angleterre : Damianus, le successeur d'Ithamar sur le siège de Rochester. Les autres nouveaux évêques, comme Wine à Winchester ou Wilfrid à York, sont sacrés par des prélats étrangers. Signe du déclin de l'Église anglaise, il ne reste en Angleterre à la mort de Deusdedit qu'un seul évêque ordonné de manière canonique.
À l'actif de Deusdedit figurent la fondation d'un couvent sur l'île de Thanet et une contribution à la création de l'abbaye de Medeshamstede, la future cathédrale de Peterborough, en 657. Néanmoins, il semble avoir été éclipsé par l'évêque des Ouest-Saxons Agilbert et son autorité archiépiscopale est sans doute limitée aux frontières du royaume du Kent, autrement dit à son propre diocèse et celui de Rochester,.

### Mort et postérité

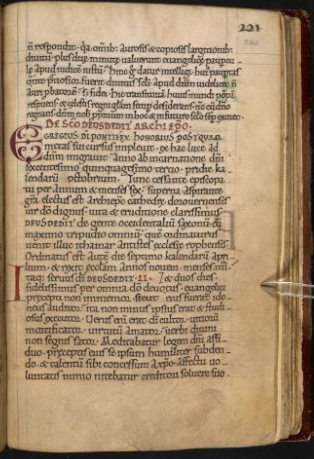
Le début de l'hagiographie de Deusdedit par Goscelin dans le manuscrit Cotton Vespasian B XX (f. 220r).

Dans son Histoire ecclésiastique du peuple anglais, le moine northumbrien Bède le Vénérable rapporte que Deusdedit meurt le 14 juillet 664, le même jour que le roi du Kent Eorcenberht. Il contredit ainsi ce qu'il a écrit plus haut dans le même texte, lorsqu'il affirme que Deusdedit a été sacré le 26 mars 655 et qu'il a été évêque « neuf ans, sept mois et deux jours », ce qui situerait son décès le 28 juillet 664. Les historiens modernes considèrent généralement que la date correcte est celle du 14 juillet et que Bède s'est trompé en situant le sacre de Deusdedit le 26 mars 655, date du Jeudi saint qui n'est pas un jour propice à un sacre épiscopal.
Le décès de Deusdedit est couramment attribué à l'épidémie de peste qui frappe les îles Britanniques en 664. Bède mentionne sa mort juste après avoir évoqué la peste, ce qui suggère que le roi Eorcenberht et lui ont été victimes de cette maladie. Il s'agit vraisemblablement de la peste bubonique, à en juger par la date et la manière dont cette épidémie touche l'Angleterre. S'il ne donne aucun détail quant à la mort de Deusdedit et Eorcenberht, Bède décrit les symptômes d'une autre victime de l'épidémie de 664. Elle présente une tumeur sur la cuisse qui pourrait être un bubon inguinal.
Le successeur de Deusdedit à Cantorbéry, Wighard, est un membre de son clergé, ce qui reflète l'influence réduite de Cantorbéry à cette date. Deusdedit est d'abord inhumé dans l'église de l'abbaye Saint-Pierre-et-Saint-Paul de Cantorbéry (redédiée ultérieurement à saint Augustin). Il est considéré comme saint et fêté le 14 juillet, bien que le psautier de Bosworth, un manuscrit produit entre 988 et 1022 à Cantorbéry, situe sa fête le 15 juillet. En 1091, ses reliques sont transférées dans la nouvelle église abbatiale de Cantorbéry avec celles de ses cinq prédécesseurs. C'est à cette occasion que le moine Goscelin rédige son hagiographie, la Vita sancti Deusdedit, en s'inspirant principalement de Bède. Elle subsiste dans le manuscrit Cotton Vespasian B XX de la British Library. En-dehors de ce texte, le culte de Deusdedit n'est guère attesté, même si son sanctuaire subsiste jusqu'à la dissolution des monastères, dans les années 1530.